# 1888 год в науке
В 1888 году произошли различные научные и технологические события, некоторые из которых представлены ниже.

## Открытия
- 5 ноября — шведским учёным Йоханнесом Ридбергом была предложена эмпирическая формула, описывающая длины волн в спектрах излучения атомов химических элементов, названная его именем.
- Норвежский ветеринар И. Нильсен (норв. Ivar Nielsen) впервые описал острое инфекционное заболевание овец — Брадзот (от норв. Bråsott — мгновенная болезнь)[1].
- Генрих Герц открыл электромагнитные волны, длина волны которых была несколько десятков сантиметров. Его опыты явились важной вехой в создании радио.
- Появился первый фотоаппарат «Кодак».
- Джон Данлоп запатентовал изобретённую им накачиваемую воздухом (пневматическую) велосипедную шину.
- Гусеничный трактор: Фёдор Блинов.
- Электросварка на металлических электродах под слоем флюса: Николай Славянов.
- Шариковая ручка: Джон Лауд (патент на принцип действия).
- Первый кинофильм («Сцена в саду Роундхэй»): Луи Лепренс.
- Усовершенствованный электрический трамвай: Фрэнк Спрейг.

## Награды
- Ломоносовская премия
  - П. А. Лачинову и М. В. Ерофееву за исследования вопросов космографии, выразившееся в анализе Ново-Урейского метеорита, выявившим присутствие в нём алмазов[2]:53—108.

## Родились
- 18 февраля — Иннокентий Дмитриевич Андросов, русский советский геодезист, астроном, картограф.
- 26 марта – Сигурд Эриксон, шведский этнограф.
- 16 июня — Александр Александрович Фридман, русский и советский математик и геофизик, создатель теории нестационарной Вселенной.
- 24 ноября — Дейл Брекенридж Карнеги, американский педагог, писатель. Разработал психологические курсы по самосовершенствованию, навыкам эффективного общения, выступления и другие.

## Скончались
- 15 мая — Карл Викнер, шведский философ.
- 12 июля — Жан-Шарль Гузо де Леэ, бельгийский астроном.
- 3 декабря — Карл Цейсс, изобретатель, основатель фабрики оптических приборов (род. 1816).